# Herschel Bernardi
Herschel Bernardi (New York, 30 ottobre 1923 – Los Angeles, 9 maggio 1986) è stato un attore statunitense.

## Filmografia parziale

### Cinema
- Green Fields, regia di Jacob Ben-Ami e Edgar G. Ulmer (1937)
- Danger Street, regia di Lew Landers (1947) - non accreditato
- G-Men della quinta strada (Stakeout on Dope Street), regia di Irvin Kershner (1958)
- Assassinio per contratto (Murder by Contract), regia di Irving Lerner (1958)
- Vento freddo d'agosto (A Cold Wind in August), regia di Alexander Singer (1961)
- Testa o croce (The George Raft Story), regia di Joseph M. Newman (1961)
- Irma la dolce (Irma la Douce), regia di Billy Wilder (1963)
- Strano incontro (Love with the Proper Stranger), regia di Robert Mulligan (1963)
- La gang della spider rossa (No Deposit, No Return), regia di Norman Tokar (1976)
- Il prestanome (The Front), regia di Martin Ritt (1976)

### Televisione
- Matinee Theatre – serie TV, 4 episodi (1956-1958)
- Harbor Command – serie TV, episodio 1x22 (1958)
- The Court of Last Resort – serie TV, episodio 1x26 (1958)
- Peter Gunn – serie TV, 102 episodi (1958-1961)
- Il dottor Kildare (Dr. Kildare) – serie TV, 2 episodi (1961-1962)
- Gli antenati (The Flintstones) – serie animata, 4 episodi (1962) - voce
- La città in controluce (Naked City) – serie TV, 2 episodi (1962)
- Gli intoccabili (The Untouchables) – serie TV, 2 episodi (1962)
- I detectives (The Detectives) – serie TV, episodio 3x22 (1962)
- The Dick Powell Show – serie TV, 2 episodi (1962-1963)
- Undicesima ora (Eleventh Hour) – serie TV, 2 episodi (1963)
- Mr. Novak – serie TV, episodio 1x03 (1963)
- Route 66 – serie TV, 2 episodi (1962-1964)
- Vacation Playhouse – serie TV, episodio 2x02 (1964)
- La parola alla difesa (The Defenders) – serie TV, 2 episodi (1964)
- Insight – serie TV, 2 episodi (1962-1964)
- Honey West – serie TV, episodio 1x02 (1965)
- Il fuggiasco (The Fugitive) – serie TV, 2 episodi (1965)
- A Hatful of Rain – film TV (1968)
- Le donne preferiscono il vedovo (But I Don't Want to Get Married!) – Film TV (1970)
- Arnie – serie TV, 48 episodi (1970-1972)
- Compagni di viaggio – film TV (1972)
- Settima strada – serie TV, 3 episodi (1977)
- Un bacio da un milione di dollari – film TV (1981)
- La signora in giallo (Murder, She Wrote) – serie TV, episodio 1x10 (1985)
- Hail to the Chief – serie TV, 3 episodi (1985)
- Autostop per il cielo (Highway to Heaven) – serie TV, episodio 2x21 (1986)